# 皮亞塞奇諾縣

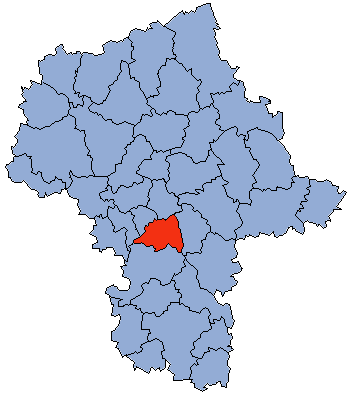

52°4′0″N 21°1′0″E / 52.06667°N 21.01667°E
皮亞塞奇諾縣（波蘭語：Powiat piaseczyński），是波蘭的縣份，位於該國中東部，由馬佐夫舍省負責管轄，首府設於皮亞塞奇諾，面積621平方公里，2006年人口145,276，人口密度每平方公里230人。